# Месје 96
Месје 96 (М96) је спирална галаксија у сазвежђу Лав која се налази у Месјеовом каталогу објеката дубоког неба.
Деклинација објекта је + 11° 49' 12" а ректасцензија 10h 46m 45,8s. Привидна величина (магнитуда) објекта М96 износи 9,3 а фотографска магнитуда 10,1. Налази се на удаљености од 10,530 милиона парсека од Сунца. М96 је још познат и под ознакама NGC 3368, UGC 5882, MCG 2-28-6, CGCG 66-13, IRAS 10441+1205, PGC 32192.